# Neufchâtel-en-Bray
Neufchâtel-en-Bray – miejscowość i gmina we Francji, w regionie Normandia, w departamencie Sekwana Nadmorska.
Według danych na rok 1999 gminę zamieszkiwały 5103 osoby, a gęstość zaludnienia wynosiła 462 osoby/km² (wśród 1421 gmin Górnej Normandii Neufchâtel-en-Bray plasuje się na 52. miejscu pod względem liczby ludności, natomiast pod względem powierzchni na miejscu 293.).